# Флюнт Раїса Миколаївна
Раїса Миколаївна Флюнт (до шлюбу Лахомова) – українська лікарка. Заслужений лікар України.

## Життєпис
Народилася 1 березня 1945 у с. Старо-Скаково, Лев-Толстовського р-ну, Калужської обл., РСФРС в сім’ї офіцера (майора) Лахомова Миколи Федоровича (07.01.1920-05.10.1962) і Лахомової Ганни Іванівни (24.11.1924 – 05.07.2000).Була однією з двох дітей в сім’ї. Навчалась в різних містах і школах СРСР, оскільки за специфікою служби батькам приходилось багато переїжджати. Разом з батьками побувала на Камчатці, Сахаліні, крайній півночі і нарешті потрапила в Україну, на Івано-Франківщину (тоді Станіславщину). 1963 року закінчила Станіславську середню школу № 12 із золотою медаллю..
1969 року закінчила Станіславський державний медичний інститут за спеціальністю «Лікар-лікувальник», отримала диплом з відзнакою.
З 17.02.1970 - лікарка-ординаторка терапевтичного відділення Центральної курортної поліклініки м. Трускавець Львівської області.
З 01.03.1977 - завідувачка терапевтичного відділення Центральної курортної поліклініки м. Трускавець Львівської області.
З 13.12.1977 - завідувачка терапевтичним відділенням санаторію «Дніпро» Трускавецької територіальної ради по управлінню курортами профспілки.
З 01.11.1979 – замісниця головного лікаря з медичної частини санаторію «Дніпро» Трускавецької територіальної ради по управлінню курортами профспілки.
З 01.04.1997 – замісниця голови правління по медичній частині ЗАТ «Санаторно-готельний комплекс «Дніпро-Бескид» м. Трускавець Львівської області. 
05.11.2004 відрахована з списового складу працівників в зв’язку із смертю. 

## Наукова діяльність
Авторка низки публікацій, брала участь у наукових конференціях.

## Відзнаки та нагороди
Нагороджена численними грамотами, відзнаками, медаллю «За трудову́ доблесть» — державною нагородою СРСР в 1983. Має звання відмінника охорони здоров’я та почесне звання "Заслужений лікар України" (Указ президента України № 2150 від 16 червня 1998 року). 

## Особисте життя
Чоловік – Флюнт Ігор-Северин Степанович (30.07.1943-16.09.2022) – доктор медичних наук, професор. 
Донька - Якубова Інесса Ігорівна (до шлюбу Флюнт) – українська науковиця в галузі дитячої стоматології, докторка медичних наук (2013), професорка (2015); засновниця Академії безперервної освіти професора Інесси Якубової (2013). 
- Три внучки: Якубова Анна Ігорівна (1992), Якубова Марія Ігорівна (1992), Якубова Валентина Ігорівна (2001). 
  - Правнучка: Якубова Єва Євгенівна (2022).

## Джерела

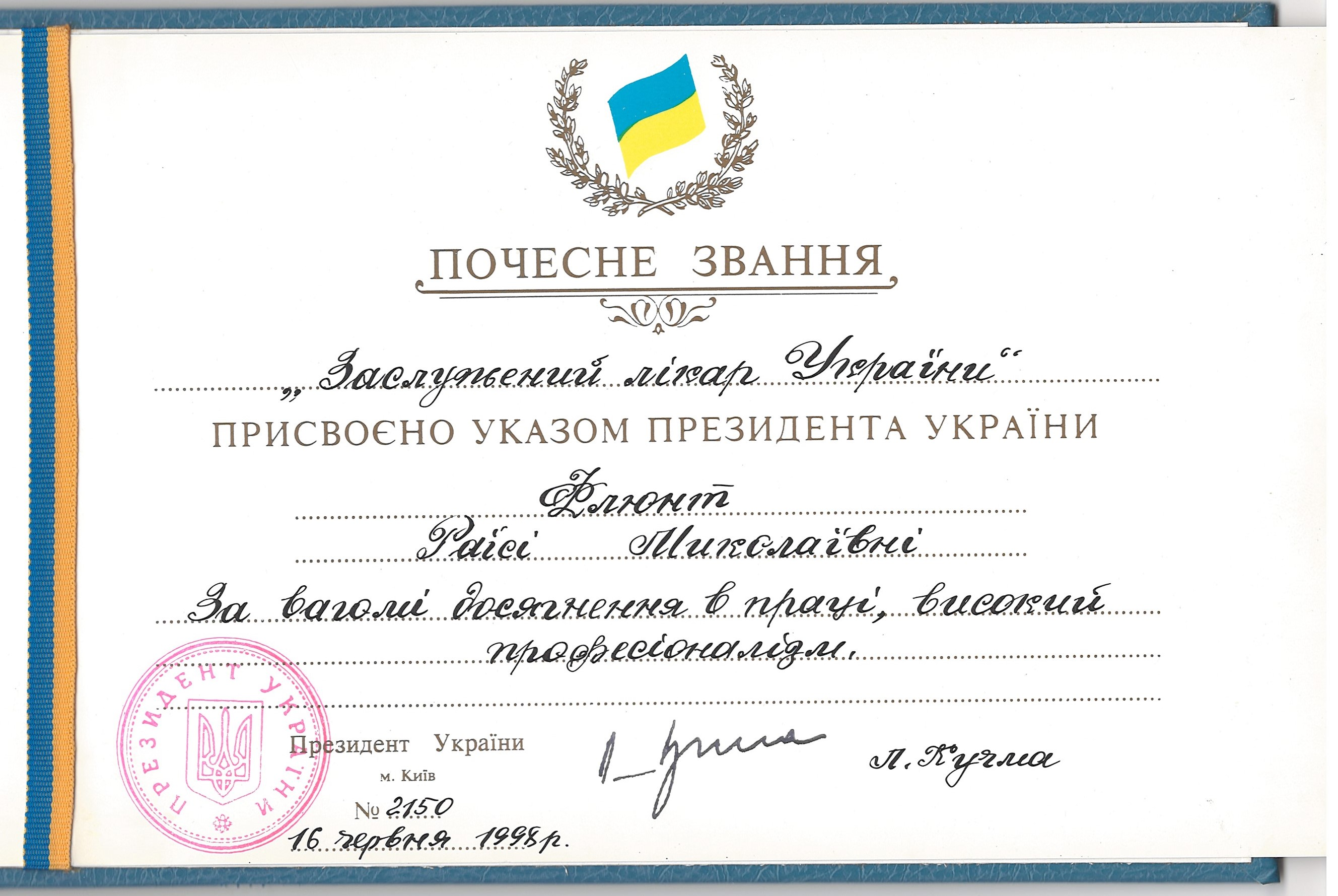
1998. Почесне звання Заслужений лікар України